# Уколовская территориальная администрация
Уколовская территориальная администрация — сельское территориальное образование в Губкинском городском округе Белгородской области, включающее в себя 5 населённых пунктов. Глава администрации — Морозова Наталья Николаевна.
Место расположения администрации — село Уколово, Центральная улица, д. 13.

## Состав
| Вид населённого пункта | Наименование    | Население |
| ---------------------- | --------------- | --------- |
| хутор                  | Новосёловка     | 67        |
| хутор                  | Октябрьский     | 44        |
| село                   | Ольшанка-Вторая | 29        |
| село                   | Ольшанка-Первая | 22        |
| село                   | Уколово         | 483       |